# Clube de Desportos da Costa do Sol
O Clube de Desportos de Costa do Sol é uma agremiação poliesportiva da cidade de Maputo, capital de Moçambique. O clube atua nas modalidades de futebol, basquetebol, handebol entre outras. O clube é patrocinado pela Meridianbet.

## História
O Costa do Sol foi fundado no dia 15 de outubro de 1955 como Sport Lourenço Marques e Benfica (Lourenço Marques era o nome de Maputo enquanto Moçambique era dependência de Portugal e Benfica é o nome do maior clube daquele pais). Com a independência do Moçambique em 1975 o clube acompanhou a mudança de nome da capital e passou a chamar-se Sport Maputo e Benfica. Em 1978 o clube passou a ter sua denominação atual.

## Símbolos

### Escudo
O escudo traz a representação do nascer do sol na Praia da Costa do Sol(representada pelas ondas marinhas) a qual é sobrevoada por um canário. Suas cores predominantes são o azul e o branco.

### Unifomes
Equipamento principalCamisa amarela com detalhes azuis, calção azul e meias brancas.
Equipamento alternativoCamisa azul com detalhes amarelos, calção azul e meias azuis.

## Estrutura
O estádio do clube se chama Estádio do Costa do Sol e fica próximo à praia de mesmo nome. Foi inaugurado em 1966 e tem capacidade atual para cerca de 10.000 pessoas.

## Elenco atual
Legenda
- : Capitão
- Jogador Lesionado

## Títulos

### Futebol
- Campeonato Moçambicano (Moçambola): (10) 1979, 1980, 1991, 1992, 1993, 1994, 2000, 2001, 2007 e 2019.
- Taça de Moçambique: (10) 1980, 1984, 1988, 1992, 1995, 1998, 1999, 2000, 2002, 2007, 2017.
- Taça de Honra de Maputo: 2001, 2009.
- Mini-Liga de Moçambique: 1998.

Performance em competições CAF
- Liga dos Campeões da CAF: 5 participações.
- Copa das Confederações da CAF: 6 participações.
- Copa da CAF

2010
- Copa Africana de Clubes Campeões: 6 participações.

Melhor desempenho: quartas-de-final em 1996 e 1998.

### Basquetebol
- Liga Moçambicana: 2001

### Hockey em patins
- Campeonato Moçambicano: 1978, 1979, 1980, 1981, 1982, 1983, 1984.